# Juan Somavía
Juan Somavía Altamirano (21 de abril de 1941) es un abogado y diplomático chileno, nombrado en 1999 como director general de la Organización Internacional del Trabajo (OIT). Fue reelegido para un segundo mandato hasta 2009 y luego en 2009 para un tercer mandato hasta 2014. Sin embargo, el 30 de septiembre de 2011 comunicó, mediante una carta, al Consejo de Administración de la OIT, con sede en Ginebra, que dejará el cargo el 30 de septiembre de 2012, un año después. Fue reemplazado por Guy Ryder, habiéndole entregado el cargo el 28 de septiembre de 2012 Actualmente se desempeña como Director de la Academia Diplomática "Andrés Bello", cargo que ya ejerció en 1973.

## Biografía
Se recibió de abogado en la Universidad Católica de Chile.
Somavía se ha desempeñado como:
- Embajador y Asesor en Asuntos Económicos y Sociales del Ministro de Relaciones Exteriores de Chile, a cargo de materias multilaterales, inclusive la OIT (1968-1970)
- Embajador de Chile ante el Pacto Andino donde fue miembro y Presidente de la Junta Ejecutiva (1970-1973)
- Secretario Ejecutivo de la Asociación Latinoamericana de Libre Comercio en Chile;
- Presidente de la Tercera Comisión de la Asamblea General de las Naciones Unidas, de Asuntos Sociales, Humanitarios y Culturales (1990-1991),
- Presidente del Comité Social del Consejo Económico y Social de las Naciones Unidas (1991-1992),
- Presidente del Comité Preparatorio de la Cumbre Mundial sobre Desarrollo Social de Copenhague (1993-95),
- Representante de Chile en el Consejo de Seguridad de las Naciones Unidas (1996-1997) donde asumió como su presidente en abril de 1996 y octubre de 1997,
- Representante Permanente de Chile ante las Naciones Unidas (1994-1999), Presidente del Consejo Económico y Social de las Naciones Unidas (1993-1994 y 1998-1999).

Somavía fue también Presidente de la Comisión Internacional de la Concertación de Partidos por la Democracia en representación del Partido Demócrata Cristiano, y fundador y Secretario General de la Comisión Sudamericana para la Paz entre 1986 y 1990.
Entre 1977 y 1979 representó a América Latina junto con Gabriel García Márquez en la Comisión que elaboró el Informe MacBride para las Comunicaciones Internacionales. 
En 1999 fue elegido como el noveno director general de la OIT, primera vez que resultó elegido una persona perteneciente a un país no desarrollado.

## Condecoraciones

### Condecoraciones extranjeras
- Gran Cruz de la Orden El Sol del Perú ( Perú, 10 de diciembre de 2002),.[2]

## Labor en la OIT
Juan Somavía, director general de la OIT, ha dicho que: 

La meta principal de la OIT hoy en día es promover oportunidades para las mujeres y hombres para obtener trabajos decentes y productivos, en condiciones de libertad, equidad, seguridad y dignidad humana.

La organización busca promover la creación de empleos, regular de mejor manera los principios y derechos de los trabajadores, mejorar la protección social y promover el diálogo social al igual que proveer información relevante, así como técnicas de asistencia y de entrenamiento. En la actualidad, la OIT está organizada para trabajar en cuatro grupos o sectores temáticos: 
- Principios y derechos estándares en el trabajo.[3]
- Empleo.
- Protección social.
- Diálogo social.

Entre los programas que llevó adelante se destaca el Programa Internacional para la Erradicación del Trabajo Infantil (IPEC).
Igualmente durante su mandato, Somavía abogó por la no discriminación en el trabajo por las preferencias sexuales de los seres humanos.

"Hemos realizado progresos". "Actualmente, la discriminación ha sido condenada formalmente prácticamente de manera universal y en numerosos países se han adoptado medidas para luchar contra la discriminación en el trabajo. La discriminación sigue siendo, sin embargo, un 'blanco' móvil y nos queda un largo trecho por recorrer en el camino de la igualdad."

Asimismo  afirmó como director general de la OIT

"La eliminación de la discriminación en el trabajo es responsabilidad de todos," "El estado tiene la obligación de prohibir las prácticas discriminatorias y establecer leyes firmes e instituciones y políticas encaminadas a promover la igualdad de oportunidades en el trabajo. Las organizaciones de empleadores y trabajadores, en forma individual o conjunta, deberían identificar y combatir las prácticas discriminatorias en el trabajo. Es sumamente importante que puedan escucharse las voces de los trabajadores discriminados sin importar dónde trabajen."

“Los empleados y las empleadas pueden sufrir discriminación en el lugar de trabajo si consta o se sospecha que son lesbianas, gays, bisexuales o transexuales.”

- Sobre empleo y productividad

Antes de dejar su cargo, y con motivo del día del trabajo en el 2012, Somavía sostuvo que empleo y productividad son separables teniendo en cuenta que una economía debería ser medida de acuerdo a “el número de empleos de calidad que crea y no el porcentaje de crecimiento del PBI”, tesis calificada como absurda.